# Neuenreuth (Gefrees)
Neuenreuth ist ein Gemeindeteil der Stadt Gefrees im Landkreis Bayreuth (Oberfranken, Bayern). Neuenreuth liegt in der Gemarkung Wundenbach.

## Geografie
Der Weiler bildet mit Gefrees im Westen eine geschlossene Siedlung. Im Osten steigt das Gelände zum Galgenberg (620 m ü. NHN) an, einer Erhebung des Fichtelgebirges.

## Geschichte
Der Ort wurde im Jahr 1366 als „Neuengereut“ erstmals urkundlich erwähnt.
Gegen Ende des 18. Jahrhunderts bestand Neuenreuth aus 5 Anwesen. Die Hochgerichtsbarkeit stand dem bayreuthischen Stadtvogteiamt Gefrees zu. Die Dorf- und Gemeindeherrschaft hatte das Kastenamt Gefrees. Grundherren waren die Hofkanzlei Bayreuth (1 Gut) und das Amt Stein (1 Hof mit 2 Häusern, 1 Halbhof mit 2 Häusern).
Von 1797 bis 1810 unterstand Neuenreuth dem Justiz- und Kammeramt Gefrees. Infolge des Ersten Gemeindeedikts wurde Neuenreuth dem 1812 gebildeten Steuerdistrikt Gefrees und der zugleich entstandenen Ruralgemeinde Zettlitz zugewiesen. 1819 kam Neuenreuth an die neu gebildete Ruralgemeinde Wundenbach. Am 1. August 1926 wurde Neuenreuth nach Gefrees eingegliedert.

### Baudenkmäler
- Haus Nr. 8: ehemaliges Forsthaus

### Einwohnerentwicklung
| Jahr      | 001812 | 001819 | 001861 | 001871 | 001885 | 001900 | 001925 | 001950 | 001961 | 001970 | 001987 |
| Einwohner | 66     | 70 *   | 64     | 82     | 58     | 38     | 50     | 62     | 118    | 41     | 17     |
| Häuser    | 9      |        |        |        | 9      | 10     | 10     | 10     | 13     |        | 5      |
| Quelle    | [ 7 ]  | [ 10 ] | [ 11 ] | [ 12 ] | [ 13 ] | [ 14 ] | [ 15 ] | [ 16 ] | [ 17 ] | [ 18 ] | [ 1 ]  |

## Religion
Neuenreuth ist seit der Reformation evangelisch-lutherisch geprägt und bis heute nach St. Johannes der Täufer (Gefrees) gepfarrt.